# Pesadilla de guerra, sueño de paz
Pesadilla de guerra, sueño de paz, es un mural del pintor mexicano Diego Rivera cuyo paradero se desconoce desde la década de 1950 cuando fue pintado por el muralista y, según algunas teorías, enviado fuera de México. El destino final de la obra ha sido objeto de especulaciones históricas e, incluso, intentos de rastreo por parte del gobierno mexicano.

## Historia
El mural fue pintado por Diego Rivera en 1952 como resultado de una comisión del Instituto Nacional de Bellas Artes, a través de su entonces titular Carlos Chávez, para una exhibición de México con el tema Arte mexicano desde los tiempos precolombinos hasta el presente que iba a ser exhibida en Europa de manera itinerante. No obstante, el artista decidió cambiar el tópico de la obra para lo cual solamente reveló que sería algo dedicado a la paz. El resultado final fue un mural desmontable de 150 metros cuadrados al que tituló «Pesadilla de Guerra, sueño de Paz».
De las fotografías que se conservan de la obra, se puede apreciar que el cuadro constaba de dos secciones: la más grande de ellas cubría dos terceras partes de la obra; mostraba a un pelotón al acribillar a un afroamericano crucificado rodeado de una multitud variada entre la que figuraba Frida Kahlo; la segunda sección, a la izquierda del mural, mostraba las efigies de Mao Zedong y José Stalin sonrientes y benévolos sobre el globo del mundo, mientras ofrecían un tratado de paz a firmar al Tío Sam, John Bull y Marianne, alegorías de Estados Unidos, Gran Bretaña y Francia respectivamente, quienes miran recelosos a los líderes de la Unión Soviética y China.
La obra fue exhibida por primera vez en el Palacio de Bellas Artes pero quince días después la pieza desapareció de su lugar. En principio, las autoridades del Palacio de Bellas Artes alegaron que se había tratado de un robo, pero tras la denuncia de Rivera, cambiaron su versión para revelar que las mismas autoridades habían solicitado su retiro. Poco después fue devuelta a Diego Rivera.
Se tiene mediana certeza de que, tras el incidente mencionado, el creador vendió el cuadro al gobierno de la República Popular de China por la cantidad de 5 mil dólares, pero el destino final de la obra es un misterio. Según ciertas teorías, el cuadro podría haber llegado a China y posteriormente destruido durante la Revolución Cultural; durante el año 2000, se lanzó la afirmación de habérsele encontrado en las bodegas del Museo Pushkin de Bellas Artes en Moscú, lo que luego fue probado como falso; por último, la historiadora de arte Raquel Tibol lanzó la hipótesis de que, posiblemente, el cuadro aún se encuentra en México, aunque perdido; esto, basado en una carta donde Rivera hace un reclamo porque la obra no fue embarcada hacia Checoslovaquia, en su camino a China.